# Arrangiamento in grigio e nero, ritratto n. 1
Arrangiamento in grigio e nero, ritratto n. 1 (Arrangement en gris et noir n. 1), anche detto La madre di Whistler (Portrait de la mère de l'artiste), è un dipinto del pittore statunitense James Abbott McNeill Whistler, realizzato nel 1871 e conservato al Museo d'Orsay di Parigi.

## Storia

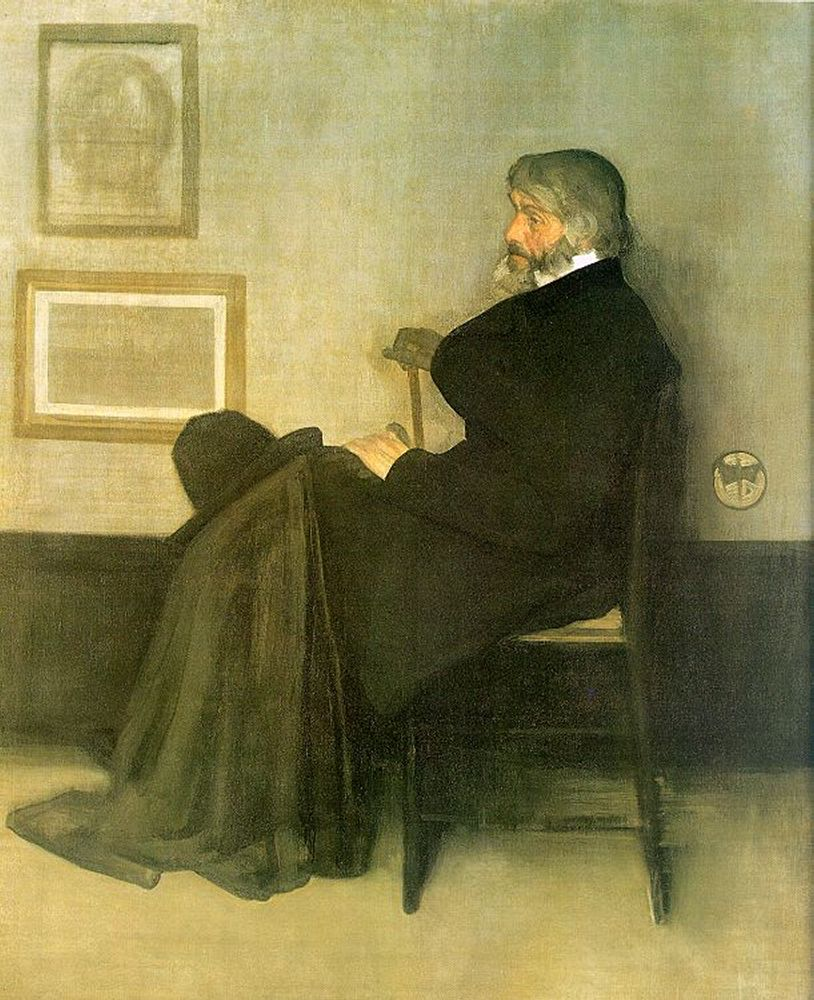
Arrangiamento in grigio e nero, ritratto n. 2 (1873); olio su tela, 171×143,5 cm, Kelvingrove Art Gallery and Museum, Glasgow

### Fortuna critica
È stata Anna McNeill Whistler, madre dell'artista, a posare per questo dipinto nell'appartamento di Cheyne Walk del figlio, a Chelsea. L'aneddotica che gravita intorno all'opera è molto densa: pare, infatti, che Whistler decise di ritrarre l'anziana madre solo perché un'altra modella non si era presentata all'appuntamento. Altri avanzano l'ipotesi che la madre di Whistler sia ritratta seduta e non in piedi a causa della sua debolezza fisica.
Comunque sia, Whistler portò a compimento l'opera nel 1872, per poi sottoporla nello stesso anno all'esposizione annuale dell’Accademia Reale delle Arti a Londra. Il quadro, tuttavia, fu respinto per l'ennesima volta. La sensibilità vittoriana, infatti, non tollerava l'esistenza di un dipinto privo di fini didascalici o moralistici, quale era per l'appunto l'Arrangiamento in grigio e nero di Whistler: fu per questo motivo che molti critici, disturbati dall'assenza di narrazione, avanzarono il titolo alternativo Ritratto della madre di Whistler. Molti critici si scatenarono e alcuni malignarono persino che il dipinto, «frutto di un eccentrico», raffigurerebbe addirittura una Anna McNeill Whistler post mortem. Malgrado la virulenza di certi giudizi l'opera trovò un estimatore prezioso in Thomas Carlyle, celebre saggista britannico che accettò di farsi ritrarre da Whistler a patto che riproducesse gli stilemi impiegati nell'Arrangiamento in grigio e nero, ritratto n. 1: fu così che venne eseguito l'Arrangiamento in grigio e nero, ritratto n. 2.
Nel 1891, un ventennio circa dopo la realizzazione dell'opera, il museo del Lussemburgo in Francia acquisì nelle proprie collezioni l'Arrangiamento in grigio e nero, ritratto n. 1 whistleriano. Whistler, dunque, vide una propria opera essere consacrata all'ufficialità del museo, per di più prestigioso come quello del Lussemburgo. La sua rivalsa contro i critici londinesi si era finalmente compiuta, e Whistler era assolutamente estatico. Di seguito si riporta un suo commento espresso nel dicembre del 1864:

## Nella cultura di massa
Si riporta di seguito il commento della critica d'arte Martha Tedeschi:
Il commento della Tedeschi riassume in nuce lo straordinario successo vissuto dal dipinto. Si tratta infatti del più importante dipinto americano esposto al di fuori degli Stati Uniti e, nonostante gli intenti originari dell'autore, è stato assunto come simbolo della maternità, del cordoglio, del rigore morale dei Puritani. Altrettanto vasta è stata l'eco figurativa del dipinto, i cui stilemi sono ripresi e variati nel Ritratto di Bessie di Albert Herter e nel Ritratto della madre di Henry Ossawa. L'opera ha ispirato anche le ricerche di Claude Debussy, compositore che partendo dall'estetica whistleriana si propose di unire il fascino musicale dei suoi pezzi con precise suggestioni visive, nell'indefessa ricerca del «colore del suono». Al Ritratto della madre di Whistler, tuttavia, sono stati dedicati anche monumenti, omaggi filatelici, locandine, e innumerevoli altri prodotti.
Con l'avvento della cultura di massa, poi, l'Arrangiamento in grigio e nero, ritratto n. 1 è uscito dagli ambiti più strettamente letterari ed è approdato anche nella cinematografia. Il riferimento più celebre lo si trova in Mr. Bean - L'ultima catastrofe, dove il maldestro personaggio interpretato da Rowan Atkinson viene mandato a sovrintendere all'esposizione della Madre di Whistler in California: egli, tuttavia, finirà per rovinare accidentalmente l'inestimabile dipinto, dando il via a una serie di rocambolesche avventure. La Madre di Whistler, in ogni caso, compare anche in film come Uno sparo nel buio, Sing and Like It, Il pranzo di Babette, la Famiglia Addams 2 e Piovono polpette 2 - La rivincita degli avanzi, oltre che in diversi episodi della serie televisiva I Simpson.

## Descrizione

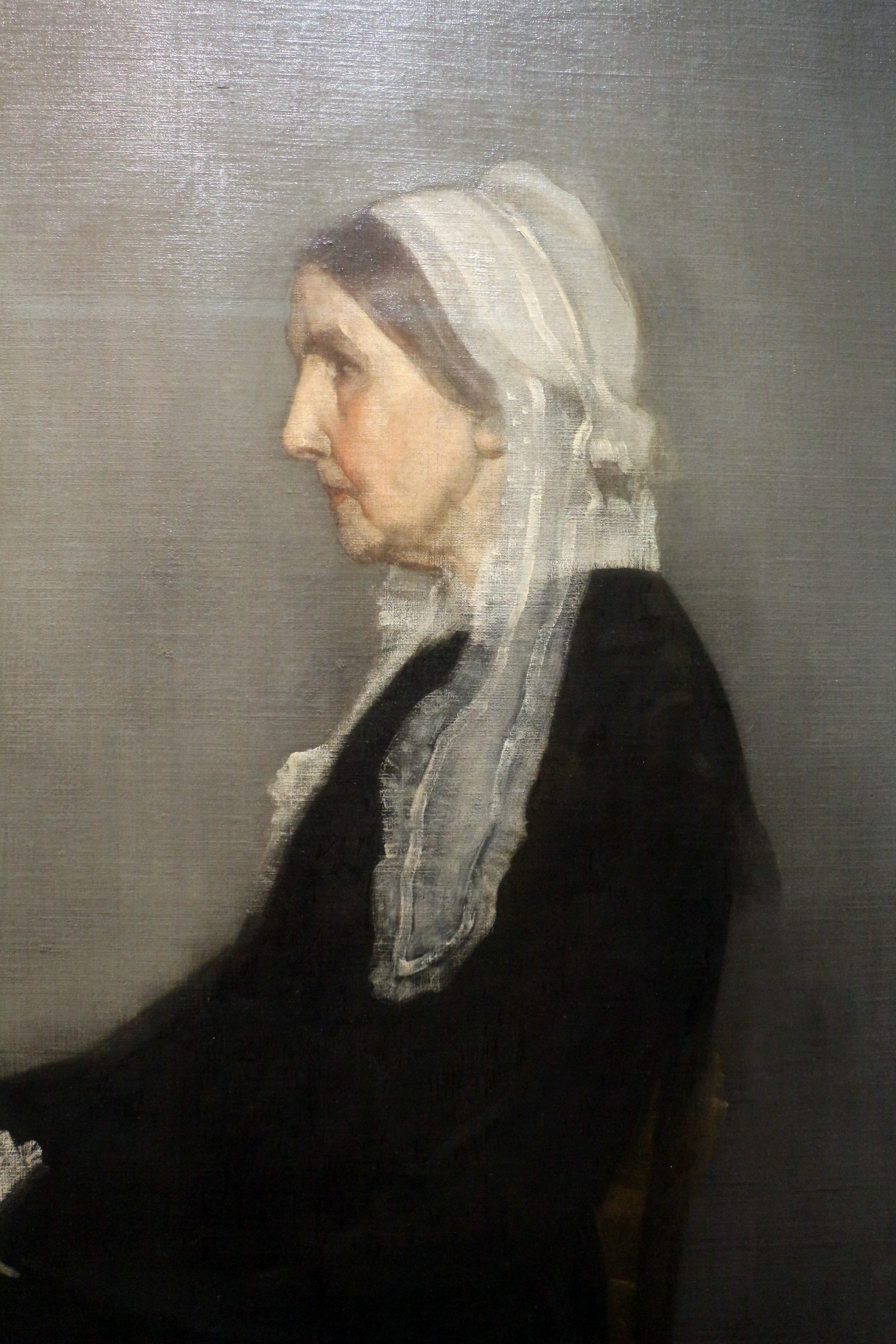
Particolare del volto della madre, incorniciato da una cuffietta bianca.

La donna effigiata in questo Arrangiamento è Anna McNeill Whistler. Era costei la più perfetta incarnazione degli ideali vittoriani del tempo: era infatti una donna pia, remissiva, totalmente coinvolta nelle faccende domestiche eppure animata da una grande abnegazione e forza di volontà, a tal punto da non farsi vincere dalle avversità della vita anche quando perse il marito e tre dei suoi bambini. Viaggiò parecchio e, oltre a essere stata testimone degli orrori della guerra civile americana, ebbe anche modo di apprezzare l'eclettico cenacolo di pittori che si riuniva intorno al figlio James, e che descrisse nei termini di «un gruppo artistico benvoluto, visionario e surreale, eppure molto affascinante».
In quest'opera, definita anche come «Gioconda vittoriana», Whistler porta la sua dottrina estetica alle sue estreme conseguenze. L'Arrangiamento in grigio e nero, infatti, non ha preoccupazione di carattere morale o utilitaristico, bensì ha come fine primo e ultimo solo sé stessa. Lo spiega lo stesso Whistler nel suo libretto La nobile arte di farsi nemici [The Gentle Art of Making Enemies]:
(James Abbott McNeill Whistler)
Vane, pertanto, sono risultate le spasmodiche ansietà interpretative dei critici, che vi hanno individuato addirittura una celebrazione della madre puritana, dal carattere rigorosamente protestante e dignitoso ma che comunque si sottomette al genio artistico del figlio. Nell'opera, anzi, Whistler prende notevolmente le distanze dall'estetica realista e dà vita a un'immagine suggestiva, molto allusiva, vicina alla poetica simbolista e carica di suggestioni musicali (esplicate, d'altronde, nella scelta del termine "arrangiamento" nel titolo stesso). L'opera, in effetti, è fortemente geometrizzata e si struttura su un sapiente intreccio di linee verticali (descritte dalla tenda) e orizzontali (individuate dal pavimento, dalla fase sul muro e dal quadretto ivi appeso). Altrettanto sobria è la tavolozza dell'opera, imperniata sull'accordo di pochissime note cromatiche, il bianco, il grigio e il nero, che contribuiscono ad arricchire il rigore formale dell'intera composizione e a delineare il carattere.
Il minimalismo coloristico dell'opera è accompagnato da una voluta povertà di dettagli. Il lungo abito nero indossato dalla madre, infatti, non lascia intravedere le forme del corpo sottostante: con questa sapiente stilizzazione Whistler si ricollega alla tradizione delle stampe giapponesi, più attente agli accordi dei colori e delle forme che a una severa referenzialità descrittiva. L'amore che Whistler nutriva per il Giappone e per la sua arte trova poi un'ulteriore espressione tangibile nel tendaggio a sinistra, decorato per l'appunto con motivi floreali.